# Old Crows / Young Cardinals
Old Crows / Young Cardinals är det kanadensiska post-hardcore-bandet Alexisonfires fjärde studioalbum och släpptes den 23 juni 2009. Albumets titel avslöjades i den kanadensiska musiktidningen Chart och väntas släppas under sommaren 2009. Albumet benämndes först med den förkortade titeln Young Cardinals, fram till namnbytet avslöjades 1 april 2009.

## Singlar
Den första singeln, "Young Cardinals", spelades på radio 20 april 2009. Låten spelades in och lades upp på internet kort därefter. Det officiella utgivningsdatumet var 27 april 2009.

## Inspelning
I en intervju i januari 2009 bekräftade Wade MacNeil och bandets manager Joel Carriere att de hade tio låtar färdiga för inspelning. varav en är "Emerald St." (med hela titeln "Emerald Street" på albumet). Bandet avslöjade att inspelningen skulle börja 1 februari 2009 och att de skulle dokumentera förloppet på sin blogg. Wade MacNeil sade att: "För första gången har vi för många låtar". Inspelningen gjordes i Armoury Studios i Vancouver, British Columbia, med hjälp från Nick Blagona (som tidigare har jobbat med April Wine och Cat Stevens, samt bandets album Crisis). En vecka senare skrev Dallas Green att bandet redan hade avklarat sju låtar, bland annat "Midnight Regulation". 1 mars skrev bandet på sin blogg att "trummor, bas och det mesta av gitarrerna var klara" och att "de nu börjat på sologitarr och pålägg". Senare samma vecka bekräftade MacNeil att arbetet i Vancouver var färdigt, med undantag för Greens sångdelar. Arbetet fortsatte i Silo Studios i Hamilton, Ontario, samma studio som användes för bandets album Watch Out! och vissa delar av Crisis. Här fick bandet hjälp av producenten Julius Butty som även deltagit på de två tidigare albumen. Mastering av albumet slutfördes 8 april 2009 av  João Carvalho Mastering.

## Låtlista
1. "Old Crows"
2. "Young Cardinals" – 3:36
3. "Sons of Privilege"
4. "Born and Raised"
5. "No Rest"
6. "The Northern"
7. "Midnight Regulations"
8. "Emerald Street"
9. "Heading for the Sun"
10. "Accept Crime"
11. "Burial"

## Släpp
Deras fjärde studioalbum är planerat att släppas på skivbolaget Dine Alone Records, ett indieskivbolag grundat av bandets manager. Det är första gången bandet inte släpper sin skiva genom Distort Entertainment i Kanada. Dine Alone utger skivan i Kanada, Australien och Sydafrika, medan den i USA utges av Vagrant Records.